# Lijst van beschermd erfgoed in Lessen
Onderstaande tabel geeft een overzicht van de beschermde erfgoederen in de gemeente Lessen. Het beschermd erfgoed maakt onderdeel uit van het cultureel erfgoed in België.
| Object | Bouwjaar/architect | Deelgemeente | Adres                  | Coördinaten                   | Nummer?                | Afbeelding |
| --- | ------------------ | ------------ | ---------------------- | ----------------------------- | ---------------------- | --- |
| Gasthuis Onze-Lieve-Vrouw met de Roos: gebouwen met bijgebouwen, boerderij met bijgebouwen en oude begraafplaats met religieuze monumenten |                    | Lessen       | place Alix du Rosoit   | 50° 42' 45" NB, 3° 49' 53" OL | 55023-CLT-0001-01 Info | Gasthuis Onze-Lieve-Vrouw met de Roos: gebouwen met bijgebouwen, boerderij met bijgebouwen en oude begraafplaats met religieuze monumenten |
| Sint-Pieterskerk |                    | Lessen       |                        | 50° 42' 44" NB, 3° 49' 52" OL | 55023-CLT-0002-01 Info | Sint-Pieterskerk |
| Plataan |                    | Lessen       | rue Saint-Pierre, n°19 | 50° 42' 40" NB, 3° 49' 53" OL | 55023-CLT-0004-01 Info | |
| Kasteel van Lestriverie: kasteel en bijgebouwen (gevels en daken) en brug over de grachten en het park                                     |                    | Lessenbos    | rue de Gages           | 50° 42' 10" NB, 3° 52' 44" OL | 55023-CLT-0005-01 Info | Kasteel van Lestriverie: kasteel en bijgebouwen (gevels en daken) en brug over de grachten en het park                                     |
| Sint-Maartenskerk |                    | Twee-Akren   |                        | 50° 43' 50" NB, 3° 51' 5" OL  | 55023-CLT-0007-01 Info | Sint-Maartenskerk |
| Orgels van de Sint-Maartenskerk |                    | Ogy          |                        | 50° 43' 15" NB, 3° 46' 50" OL | 55023-CLT-0008-01 Info | |
| Sint-Legierskerk |                    | Wannebecq    |                        | 50° 41' 39" NB, 3° 48' 2" OL  | 55023-CLT-0009-01 Info | |
| Pastorie (gevels en daken) |                    | Ghoy         | place de Ghoy n°16     | 50° 43' 42" NB, 3° 48' 37" OL | 55023-CLT-0012-01 Info | |
| De installaties van de mechanische bootlader                                                                                               |                    | Lessen       | rue René Magritte      | 50° 42' 50" NB, 3° 50' 4" OL  | 55023-CLT-0014-01 Info | De installaties van de mechanische bootlader                                                                                               |